# Infanterie-Regiment „Fürst Leopold von Anhalt-Dessau“ (1. Magdeburgisches) Nr. 26
Das Infanterie-Regiment „Fürst Leopold von Anhalt-Dessau“ (1. Magdeburgisches) Nr. 26 war ein von 1813 bis 1919 bestehender Infanterieverband der Preußischen Armee.

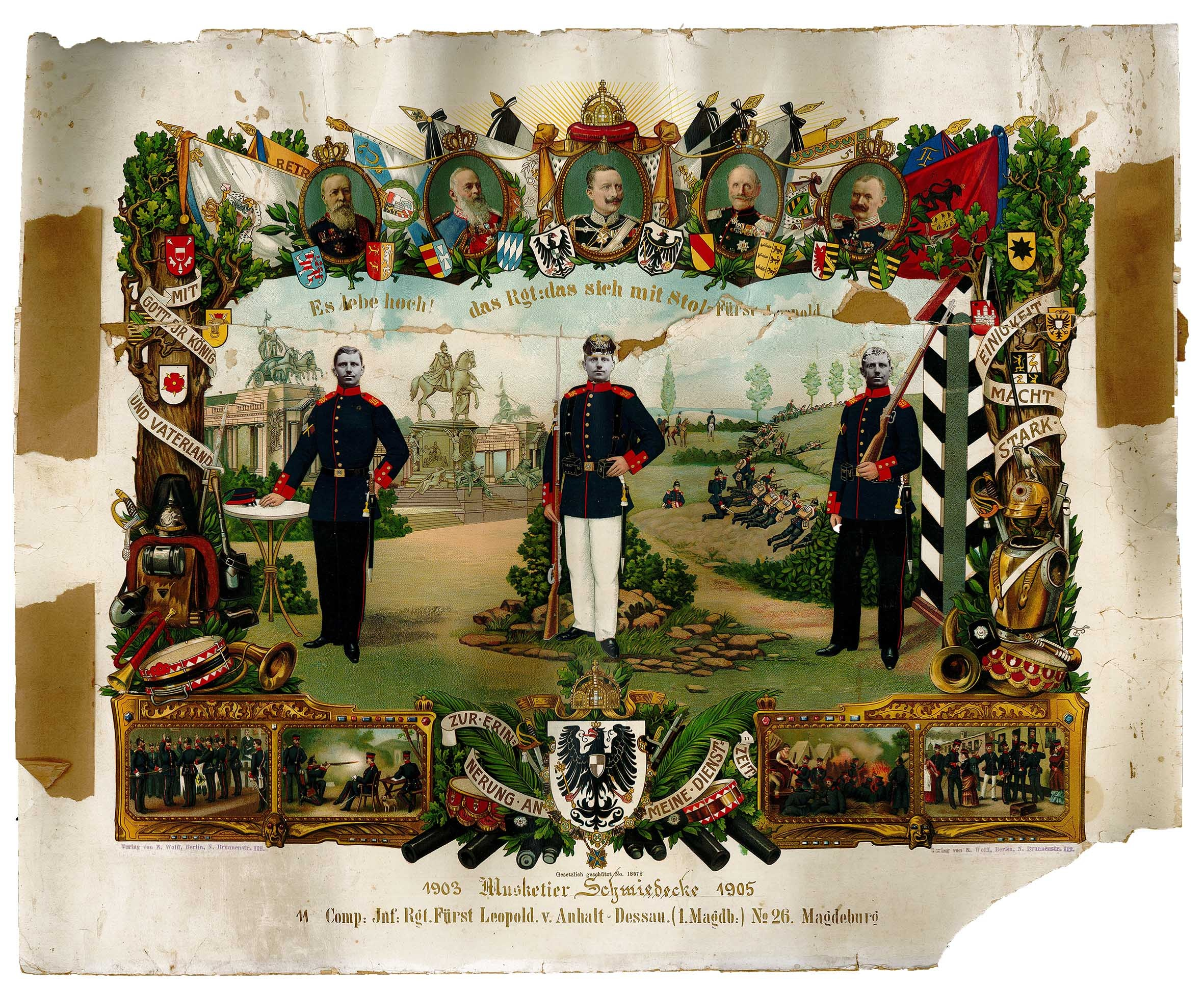
„Zur Erinnerung an meine Dienstzeit“ (1903–1905; 11. Comp.); Musketier Schmiedecke;
Reservistenbild; Verlag R. Wolff, Berlin; Museum Wolmirstedt

## Geschichte
Der Verband wurde am 5. Juli 1813 (Stiftungstag) als Elb-Infanterie-Regiment gegründet und erhielt am 25. Mai 1815 die Bezeichnung 26. Infanterie-Regiment. Das Regiment war von 1820 bis 1914 dem IV. Armee-Korps unterstellt – die gesamte Zeit über gehörte es zur 7. Division sowie bis 1851 zur 7. und dann zur 13. Infanterie-Brigade.
Vor Ausbruch des Ersten Weltkrieges bezog das Regiment 1914 in Magdeburg die eigens errichtete Angerkaserne.

### Befreiungskriege
Das Regiment nahm in den Befreiungskriegen gegen Frankreich 1813/15 unter anderem an den Schlachten bei Großbeeren und Waterloo teil.

### Badische Revolution
An der Niederschlagung der Badischen Revolution war das Regiment 1849 nicht vollständig eingebunden. Der Stab, das I. und III. Bataillon wirkten in den Gefechten bei Karlsdorf, Ubstadt und Durlach sowie bei Waldprechtsweier (9./10. Kompanie) und Michelbach (I. Bataillon).

### Deutscher Krieg
Im Krieg gegen Österreich kam das Regiment am 28. Juni und am 3. Juli 1866 in den Schlachten bei Münchengrätz und Königgrätz sowie am 22. Juli 1866 im Gefecht bei Blumenau zum Einsatz.

### Deutsch-Französischer Krieg
Nach der Mobilmachung anlässlich des Krieges gegen Frankreich nahm das Regiment am 30. August zunächst am Gefecht bei Beaumont sowie am 2. September 1870 an der Schlacht von Sedan teil. Das II. und III. Bataillon wirkte am 14. September bei der Unternehmung gegen Soissons, bevor das gesamte Regiment vom 19. September 1870 bis zum 28. Januar 1871 bei der Einschließung und Belagerung von Paris zum Einsatz kam.

### Erster Weltkrieg
Am 6. September 1914 marschierte das Regiment während der Schlacht an der Marne als Nachhut des IV. Armee-Korps von Chevru ab, traf nachmittags im Raum südöstlich von Rebais ein und traf über Mery marschierend am folgenden Tag mittags nach einem 45 Kilometer Marsch in Crouy ein, worauf die Truppen an der Schlacht am Ourcq beteiligt waren.

### Verbleib
Nach dem Waffenstillstand von Compiègne kehrte das Regiment in die Garnison nach Magdeburg zurück, wo es ab dem 23. Dezember 1918 demobilisiert wurde. Aus Teilen bildeten sich im April 1919 die Freiwilligen-Kompanien Hube und Vethacke sowie die MG-Kompanie Schallehn beim Freiwilligen-Regiment Magdeburg. Diese Formationen gingen mit der Bildung der Vorläufigen Reichswehr im III. Bataillon des Reichswehr-Schützen-Regiment 7 sowie im Reichswehr-Grenzjäger-Regiment 37 auf.
Die Tradition übernahm in der Reichswehr durch Erlass des Chefs der Heeresleitung General der Infanterie Hans von Seeckt vom 24. August 1921 die 11. Kompanie des 12. Infanterie-Regiments.

## Kommandeure
| Dienstgrad            | Name                                 | Datum                                                          |
| --------------------- | ------------------------------------ | -------------------------------------------------------------- |
| Oberstleutnant/Oberst | Heinrich von Reuß                    | 05. Juli 1813 bis 24. April 1816                               |
| Oberstleutnant/Oberst | Ludwig von Rohr                      | 24. Mai 1816 bis 29. März 1832                                 |
| Oberstleutnant        | Friedrich von Uechtritz-Steinkirch   | 30. März bis 23. Dezember 1832 (mit der Führung beauftragt)    |
| Oberstleutnant/Oberst | Friedrich von Uechtritz-Steinkirch   | 24. Dezember 1832 bis 20. März 1839                            |
| Oberstleutnant        | Karl Ludwig von Pritzelwitz          | 29. März 1839 bis 27. Januar 1840 (mit der Führung beauftragt) |
| Oberstleutnant/Oberst | Karl Ludwig von Pritzelwitz          | 28. Januar 1840 bis 10. März 1843                              |
| Oberstleutnant        | Karl von Schlieffen                  | 22. März 1843 bis 29. März 1844 (mit der Führung beauftragt)   |
| Oberst                | Karl von Schlieffen                  | 30. März bis 21. Oktober 1844                                  |
| Oberst                | Friedrich Malotki von Trzebiatowski  | 02. November 1844 bis 2. August 1848                           |
| Oberst                | Ferdinand von Kusserow               | 03. August 1848 bis 3. Dezember 1849                           |
| Oberstleutnant/Oberst | Karl Schenck zu Schweinsberg         | 04. Dezember 1849 bis 25. Oktober 1854                         |
| Oberstleutnant/Oberst | Robert von Eberstein                 | 26. Oktober 1854 bis 28. Oktober 1857                          |
| Oberstleutnant/Oberst | Eduard von Dresler und Scharfenstein | 29. Oktober 1857 bis 6. Juni 1861                              |
| Oberstleutnant/Oberst | Gebhard von Kotze                    | 22. Juni 1861 bis 3. April 1866                                |
| Oberstleutnant/Oberst | Alexander von Medem                  | 03. April 1866 bis 18. Mai 1867                                |
| Oberst                | Cyrus von Schmeling                  | 18. Mai 1867 bis 8. Januar 1872                                |
| Oberstleutnant        | Bernhard von Puttkamer               | 09. Januar bis 13. März 1872 (mit der Führung beauftragt)      |
| Oberstleutnant/Oberst | Bernhard von Puttkamer               | 14. März 1872 bis 15. September 1873                           |
| Oberst                | Rudolf von Oppeln-Bronikowski        | 18. September 1873 bis 20. Oktober 1879                        |
| Oberst                | Hermann von Blomberg                 | 21. Oktober bis 10. Dezember 1879 (mit der Führung beauftragt) |
| Oberst                | Hermann von Blomberg                 | 11. Dezember 1879 bis zum 13. Juli 1885                        |
| Oberstleutnant        | Viktor von Lignitz                   | 14. Juli bis 2. Dezember 1885 (mit der Führung beauftragt)     |
| Oberst                | Viktor von Lignitz                   | 03. Dezember 1885 bis 16. April 1888                           |
| Oberst                | Wilhelm Malotki von Trzebiatowski    | 17. April bis 12. Juli 1888                                    |
| Oberst                | August von Bomsdorff                 | 13. Juli 1888 bis 26. Januar 1890                              |
| Oberst                | Wilhelm von dem Knesebeck            | 27. Januar 1890 bis 26. Januar 1893                            |
| Oberst                | Karl Runkel                          | 27. Januar 1893 bis 21. Oktober 1894                           |
| Oberst                | Eugen von Steuben                    | 27. Oktober 1894 bis 18. März 1896                             |
| Oberst                | Conrad Werneburg                     | 19. März 1896 bis 17. April 1899                               |
| Oberst                | Hugo von Kropff                      | 18. April 1899 bis 17. April 1901                              |
| Oberst                | Alexander von Seydlitz-Kurzbach      | 18. April 1901 bis 18. Juni 1902                               |
| Oberstleutnant/Oberst | Erich von Schon                      | 19. Juni 1902 bis 15. Oktober 1906                             |
| Oberstleutnant/Oberst | Ferdinand von Trossel                | 16. Oktober 1906 bis 19. April 1910                            |
| Oberst                | Carl von Harbou                      | 20. April 1910 bis 21. März 1912                               |
| Oberst                | Max von Wienskowski                  | 22. März 1912 bis 26. Januar 1914                              |
| Oberst                | Max von Schuckmann                   | 27. Januar bis 26. September 1914                              |
| Oberstleutnant        | Wilhelm Hundrich                     | 27. September bis 20. November 1914                            |
| Oberst                | Max von Schuckmann                   | 21. November bis 26. Dezember 1914                             |
| Oberstleutnant        | Willy von Livonius                   | 26. Dezember 1914 bis 4. August 1915                           |
| Oberstleutnant/Oberst | Paul Grautoff                        | 04. August 1915 bis 2. Februar 1917                            |
| Major                 | Albrecht von Leesen                  | 02. Februar bis 2. November 1917                               |
| Major                 | Friedbert Lademann                   | 02. November bis 21. Dezember 1917                             |
| Major                 | Leopold Heistermann von Ziehlberg    | 21. Dezember 1917 bis 5. Februar 1919                          |
| Oberst                | Gustav Faelligen                     | 05. Februar bis 30. September 1919                             |

## Uniform
Der Kragen und die Regimentsnummer der Uniformen waren rot, die Aufschläge hellblau, die Patte dunkelblau und die Schulterklappe weiß.